# Hipoperfuzja
Zasugerowano, aby zintegrować ten artykuł z artykułem Niedokrwienie. Nie opisano powodu propozycji integracji.
Hipoperfuzja - zmniejszony przepływ krwi przez tkankę lub narząd. Może prowadzić to do upośledzenia wymiany substancji pomiędzy krwią a komórkami, w tym glukozy oraz tlenu. Niedobór tlenu jest przyczyną przejścia na metabolizm beztlenowy, prowadzący do obniżenia pH w miejscach objętych hipoperfuzją. Nasilona hipoperfuzja może prowadzić do martwicy oraz niewydolności danego narządu. W przypadku hipoperfuzji pęcherzyków płucnych zostaje utrudniona wymiana gazów oddechowych pomiędzy powietrzem oddechowym a krwią, co może być przyczyną niewydolności oddechowej.

Przeczytaj ostrzeżenie dotyczące informacji medycznych i pokrewnych zamieszczonych w Wikipedii.